# Bank e Monument
Bank e Monument sono due stazioni congiunte che permettono l'interscambio tra cinque linee della metropolitana di Londra e la Docklands Light Railway. Insieme formano la settima stazione più frequentata dell'intera rete. Le stazioni sono ufficialmente un'unica stazione, conosciuta operativamente come Bank and Monument Complex, anche se i nomi differenti rimangono in uso nelle entrate della stazione, sui binari e sulla mappa della metropolitana: in particolare, la stazione è chiamata Bank su tutte le linee ad esclusione delle linee Circle e District, dove è chiamata Monument.
Le due parti della stazione prendono nome, rispettivamente, dalla Banca d'Inghilterra e dal monumento al grande incendio di Londra.

## Storia

### Metropolitan Inner Circle Completion Railway, 1884
La Metropolitan Railway (MR) e la Metropolitan District Railway (MDR) avevano, alla fine del 1876, costruito la maggior parte dell'Inner Circle (la attuale linea Circle), raggiungendo Aldgate e Mansion House rispettivamente. Le società erano in disaccordo sul completamento del tracciato dato che la MDR era in difficoltà finanziarie e la MR era preoccupata che il completamento avrebbe ridotto i ricavi a causa della maggiore concorrenza da parte della MDR nella zona della City. I finanzieri della City, desiderosi di vedere la linea completata, costituirono la Metropolitan Inner Circle Completion Railway nel 1874 per collegare Mansion House e Aldgate. Costretti ad intervenire, la MR comprò l'azienda ed insieme alla MDR cominciarono la costruzione del tratto finale dell'Inner Circle nel 1879.
La stazione di Monument aprì il 6 ottobre 1884. Inizialmente la stazione era servita da treni di entrambe le società come parte del servizio circolare Inner Circle ma diversi schemi operativi furono usati nell'arco di vita della stazione. Il servizio Inner Circle ottenne un'identità separata come linea Circle nel 1949 sebbene i suoi treni fossero ancora forniti dalle linee District e Metropolitan.

### Waterloo & City Railway, 1898
La Waterloo & City Railway fu costruita dalla London and South Western Railway (L&SWR) come collegamento tra il suo capolinea a Waterloo e la City. La stazione, con i binari sotto Queen Victoria Street e vicina alla Mansion House, aprì l'8 agosto 1898. La stazione fu originariamente chiamata City.
Le rampe verso i binari furono successivamente dotate di uno dei pochi sistemi di marciapiede mobile di tutto il sistema di metropolitane, insolitamente inclinate leggermente. La pubblicità alla stazione della Waterloo & City spesso ha la forma di grandi murales dipinti sui muri e sulle pareti delle uscite in pendenza, e formano uno dei più grandi spazi pubblicitari della metropolitana.

### City & South London Railway, 1900
La prima stazione chiamata Bank aprì il 25 febbraio 1900 quando la City & South London Railway (C&SLR, ora parte della linea Northern) aprì l'estensione da Borough a Moorgate. L'antico capolinea, King William Street, in una galleria con allineamento differente, fu chiusa in contemporanea.
Il sito stabilito per l'edificio della stazione era la chiesa settecentesca di St Mary Woolnoth all'angolo di Lombard Street, per cui la C&SLR aveva ottenuto il permesso di demolizione. Le proteste del pubblico fecero cambiare piani alla società, con la costruzione di una biglietteria sotterranea ed un'entrata con ascensore nella cripta della chiesa. Questo spinse a traslare i corpi, rinforzando la cripta con un telaio d'acciaio e fondamenta più solide. Insolitamente per stazioni che furono successivamente dotate di scale mobili, l'accesso originale via ascensore dalla biglietteria è tuttora usato.

### Central London Railway, 1900
L'apertura del capolinea orientale della Central London Railway (CLR, la attuale linea Central) fu il 30 luglio 1900.
Come avvenne con la C&SLR, gli alti costi dei terreni nella City, insieme alla presenza della Royal Exchange, della Banca d'Inghilterra, e della Mansion House, costrinsero a costruire una stazione interamente sotterranea. Il permesso fu concesso dalla Corporazione della Città di Londra per costruire la stazione sotto il grande incrocio di strade presenti in questo punto, purché si costruissero sottopassaggi pubblici che permettessero ai pedoni di attraversare le strade. Per evitare di indebolire la strada soprastante, gli ascensori della stazione furono installati in pozzi separati, anziché accoppiarli due per pozzo come era solito farsi.
Per evitare di dover pagare compensazioni per le vibrazioni causate dalla costruzione e dall'operazione ai proprietari degli edifici, le gallerie della CLR seguirono direttamente le strade di Londra. Questo implicò che i binari posti esattamente al di sotto di Threadneedle Street e di Poultry hanno una curva molto stretta tra di loro, tale che da un estremo del binario non si vede l'altro. Oltretutto, a est della stazione di Bank, i tunnel della linea Central hanno curve molto strette per evitare i caveau della Banca d'Inghilterra.
La vicinanza delle stazioni della CLR, della W&CR e della C&SLR, ed il fatto che i treni che da esse partivano andavano in direzioni differenti, implicò che entro breve tempo le biglietterie fossero collegate. A livello profondo, il collegamento tra i binari della CLR e della C&SLR si fece solo dopo l'introduzione delle scale mobili negli anni 1920.

### Collegamento con Monument, 1933
La parte meridionale dei binari della C&SLR (allora parte della "Linea Edgware-Highgate Morden") era vicina a quelli della stazione di Monument e, nel 1933, si costruì una scala mobile per collegarli. In questo punto i nomi delle due stazioni divennero Bank per Monument e Monument per Bank.

### Docklands Light Railway, 1991
La Docklands Light Railway costruì un'estensione in galleria per arrivare a binari paralleli (ma più profondi) ai binari della linea Northern, che aprì nel 1991. I binari della DLR fornirono anche un corridoio tra di loro, collegandosi alla linea Central ad un estremo, raggiungendo poi i binari attraverso la base dei pozzi degli ascensori ormai in disuso. Monument fu collegata all'altro estremo, ad un'estensione del binario in direzione ovest, con il risultato che non era più necessario attraversare gli affollati binari della linea Northern per cambiare linea. In aggiunta, si costruì un nuovo collegamento alla linea Waterloo & City dalla hall alla linea Central ed alla biglietteria della linea Northern. Questo incrocio è noto al personale come il "Cruciform" dato che vi convergono quattro corridoi, uno dalla biglietteria della linea Northern passando per le scale mobili, uno dai binari della linea Waterloo & City, uno dal lato DLR e Monument del complesso ed il finale dal retro dei binari della linea Central.
Durante la costruzione di queste gallerie, gli operai portarono alla luce parte di uno dei tunnel scudo usati da Greathead durante la costruzione della linea Waterloo & City. Questo scudo si trova nel passaggio tra i binari della linea Waterloo & City e quelli della linea Central, e può essere tuttora visto dai passeggeri quando ci camminano attraverso.

### Eventi notevoli
L'11 gennaio 1941, durante il Blitz, 56 people furono uccise e 69 persone ferite quando la biglietteria della Linea Central fu colpita da una bomba tedesca. Il cratere di 40 metri di lunghezza e 30 di larghezza dovette essere coperto con un ponte Bailey perché il traffico lo potesse oltrepassare. La stazione rimase chiusa per due mesi.
Il 7 settembre 2003, la stazione di Bank fu usata per un esercizio di simulazione di disastro, che fu indicato come "il più realistico esercizio di disastro in diretta del suo genere". L'evento, che durò svariate ore e coinvolse circa 500 tra poliziotti, pompieri, ambulanze e personale della Metropolitana di Londra, aveva lo scopo di preparare i servizi di emergenza per una decontaminazione di massa nel caso di un attacco chimico, biologico, radiologico o nucleare.

### Ristrutturazione, 2015-2023
La stazione ferroviaria originale della Central London Railway aveva ascensori che raggiungevano direttamente i binari, ma con l'introduzione delle scale mobili che passavano attraverso i pozzi, questo accesso per le persone con ridotta mobilità non era più disponibile. L'unica parte della stazione completamente accessibile ai disabili erano i binari della DLR, utilizzando gli ascensori dalla strada (ancora utilizzando parte della chiesa di St. Mary Woolnoth - la canonica).
Oltre ai problemi di accessibilità, Bank è una delle stazioni più intasate all'ora di punta di tutta la rete metropolitana. Di conseguenza, Transport for London si è impegnata a trasformare significativamente la stazione, rimuovendo alcuni colli di bottiglia, e a migliorare notevolmente l'accesso per le persone di mobilità ridotta. 
Il progetto di ristrutturazione approvato nel dicembre 2015, e affidato al consorzio spagnolo di costruttori Dragados, prevedeva:
- la costruzione di un tracciato alternativo con una nuova sezione di 1,5 km. del tunnel in direzione sud della linea Northern tra Bank e London Bridge, compresa una nuova banchina;
- la conversione della vecchia banchina in direzione sud della linea Northern in un nuovo atrio di transito per i passeggeri, con l'installazione di nuove piastrelle e pannelli in tutte le aree ristrutturate;
- l'installazione di nuovi sistemi antincendio e di comunicazione e il miglioramento dell'illuminazione e della segnaletica.

Questa fase dei lavori è stata completata nel maggio 2022.
- accesso senza barriere architettoniche alle banchine della linea Northern;
- miglioramento dell'accesso alle banchine della DLR;
- miglioramento dei passaggi interni alla stazione, con la costruzione di tre nuove scale mobili per collegare la linea Northern con la DLR, di due nuovi marciapiedi mobili e tre scale mobili per collegare la linea Northern con la linea Central, e di due nuovi ascensori. La stazione avrà così 27 scale mobili, il numero più alto dell'intera rete metropolitana;
- l'apertura di un nuovo ingresso in Cannon Street.

La TfL aveva previsto la conclusione dei lavori per il dicembre 2022 e stimava in questo modo un incremento della capacità, per la stazione, del 40%. I lavori sono stati completati nel febbraio 2023, con l'inaugurazione ufficiale alla presenza del sindaco di Londra.

## Strutture e impianti
Da nord a sud seguendo King William Street, l'attuale disposizione della stazione è:
- Biglietteria ed entrate di Bank.
- Binari della linea Central, tra St. Paul's e Liverpool Street, che vanno in direzione perpendicolare alla strada. I binari della linea Central arrivano da ovest al di sotto di Poultry, ed escono verso est sotto Threadneedle Street, con una netta curva attraverso la stazione.
- Capolinea settentrionale della linea Waterloo & City, la cui unica altra stazione è il capolinea meridionale alla Waterloo station. I binari della W&C passano sotto Queen Victoria Street.
- Paralleli alla strada e congiungenti i due estremi della stazione:
  - Binari della linea Northern, tra London Bridge e Moorgate. I binari della linea Northern passano sotto Princes Street, King William Street, e leggermente a est del London Bridge.
  - Capolinea occidentale della Docklands Light Railway (DLR), la stazione successiva è Shadwell. I binari della DLR arrivano passando sotto Eastcheap e girano sotto i binari della linea Northern al di sotto di King William Street, con il tunnel per collegare i due binari oltre la fine della linea che si estende ulteriormente sotto la linea Northern sotto Princes Street.
- Binari della linea Circle e della linea District, tra le stazioni di Cannon Street e Tower Hill, con direzione perpendicolare alla strada. I binari della linea Circle arrivano sotto Cannon Street e continuano sotto Eastcheap.
- Biglietterie ed entrate di Monument.

Ci sono due punti nel complesso dove ci sono tre linee in gallerie situate una sopra l'altra. Sotto l'incrocio stradale di Bank la linea Central è la più vicina alla superficie, con la linea Northern che passa al di sotto e la DLR ancora più in profondità. All'incrocio di Monument la linea Circle è la più in alto, con ancora una volta la linea Northern e la DLR al di sotto. Come è tipico nel sistema della Metropolitana di Londra la struttura riflette l'ordine in cui le linee furono costruite, con ogni nuova linea costretta a passare al di sotto di quelle già esistenti.
In nessun punto del complesso ci sono intersezioni tra binari di diverse linee. Le linee W&C e DLR hanno entrambe il capolinea a Bank ma in parti del complesso decisamente separate; a causa delle differenti caratteristiche tecniche, in particolare la dimensione delle gallerie, non sarebbe possibile far passare i treni dell'una per l'altra.
Sia la stazione di Bank che quella di Monument sono incluse nella Travelcard Zone 1.

## Interscambi
Nelle vicinanze della stazione effettuano fermata numerose linee urbane automobilistiche, gestite da London Buses.
- Fermata autobus

## Nella cultura di massa
- La stazione di Bank compare nel film del 2005 Hooligans.[8]
- La stazione di Monument fu usata nel video della canzone Piece by Piece dei Feeder, con il nome della band sovrapposto al nome della stazione nei roundels.[9]

## Curiosità
- L'uscita della stazione verso la Banca d'Inghilterra è costruita all'interno della Banca stessa, ed è l'unico monumento classificato di grado I sulla rete della metropolitana.
- La stazione di Bank è uno dei luoghi più redditizi e ricercati da parte di chi effettua raccolte fondi per beneficenza. Una delle maggiori somme mai raccolte da un singolo furono le 2032,36 sterline raccolte da David Wood, a favore di Help the Aged il 26/06/2008.[10]

## Galleria d'immagini

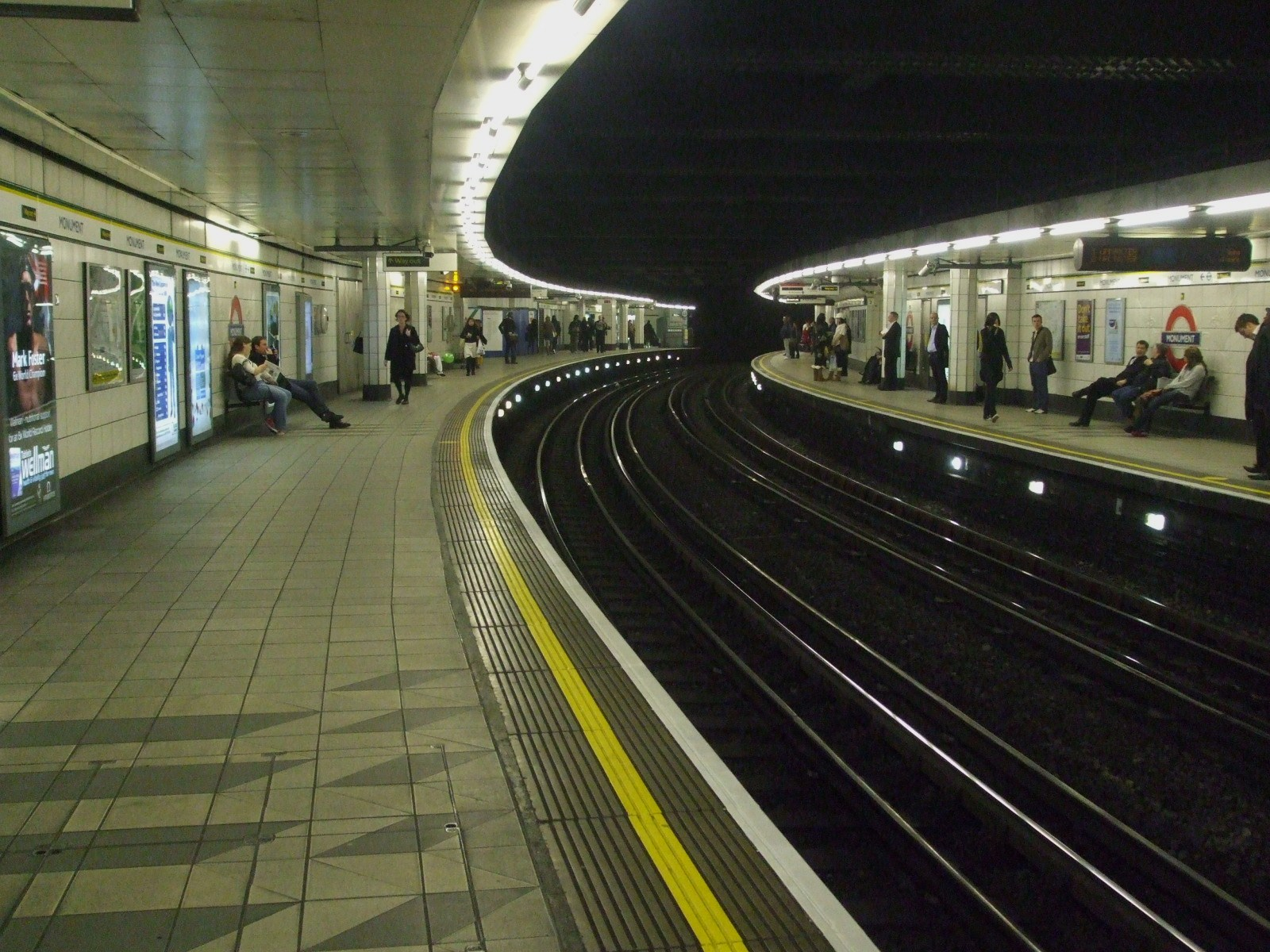
Binari delle linee Circle e District a Monument guardando verso ovest
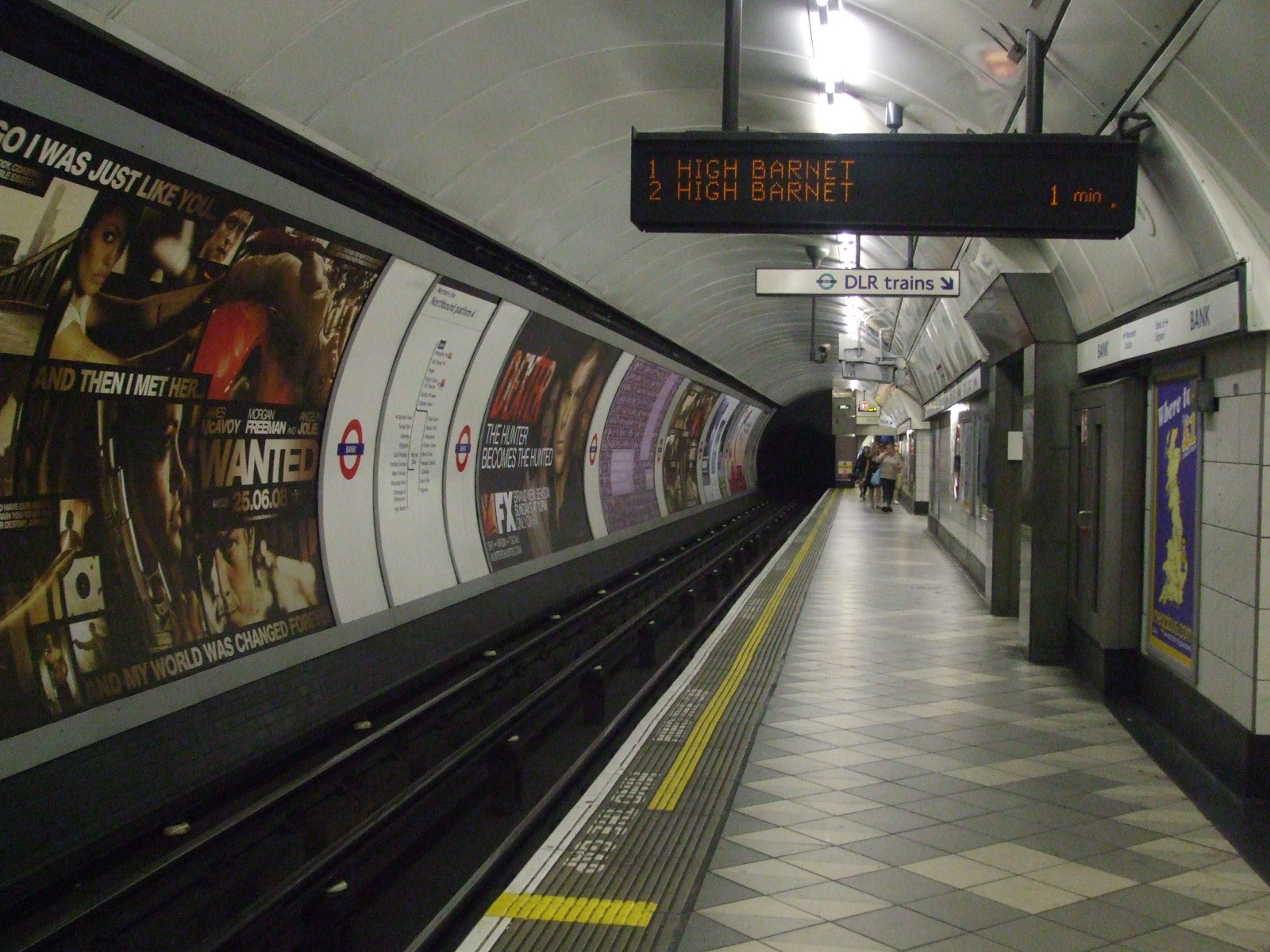
Binari della linea Northern con direzione nord a Bank
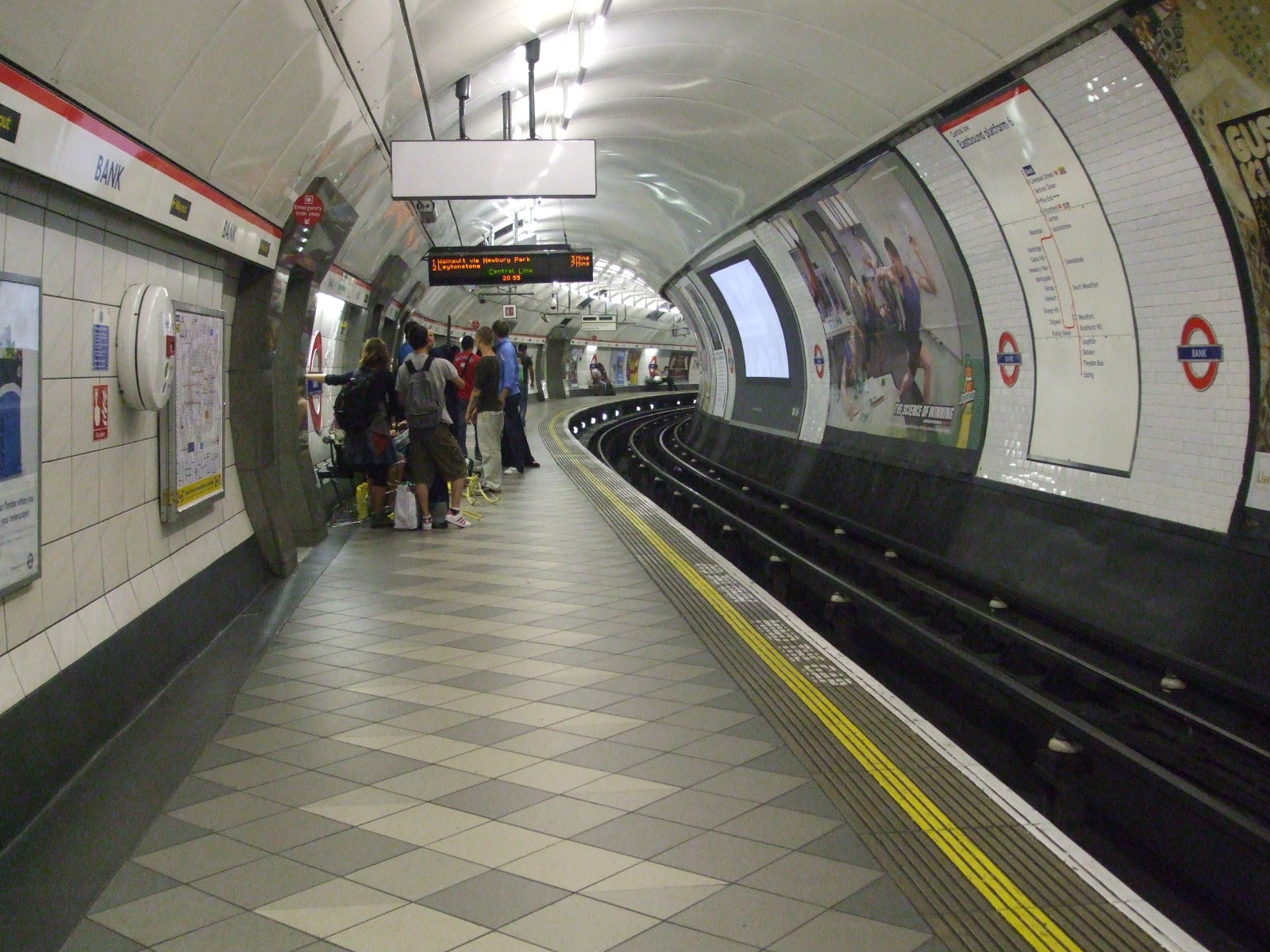
Binario direzione est della linea Central a Bank
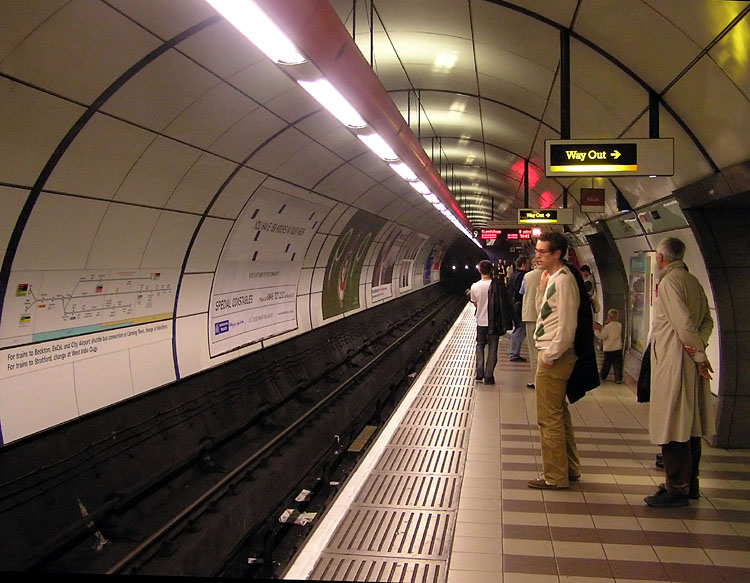
Binari della Docklands Light Railway a Bank
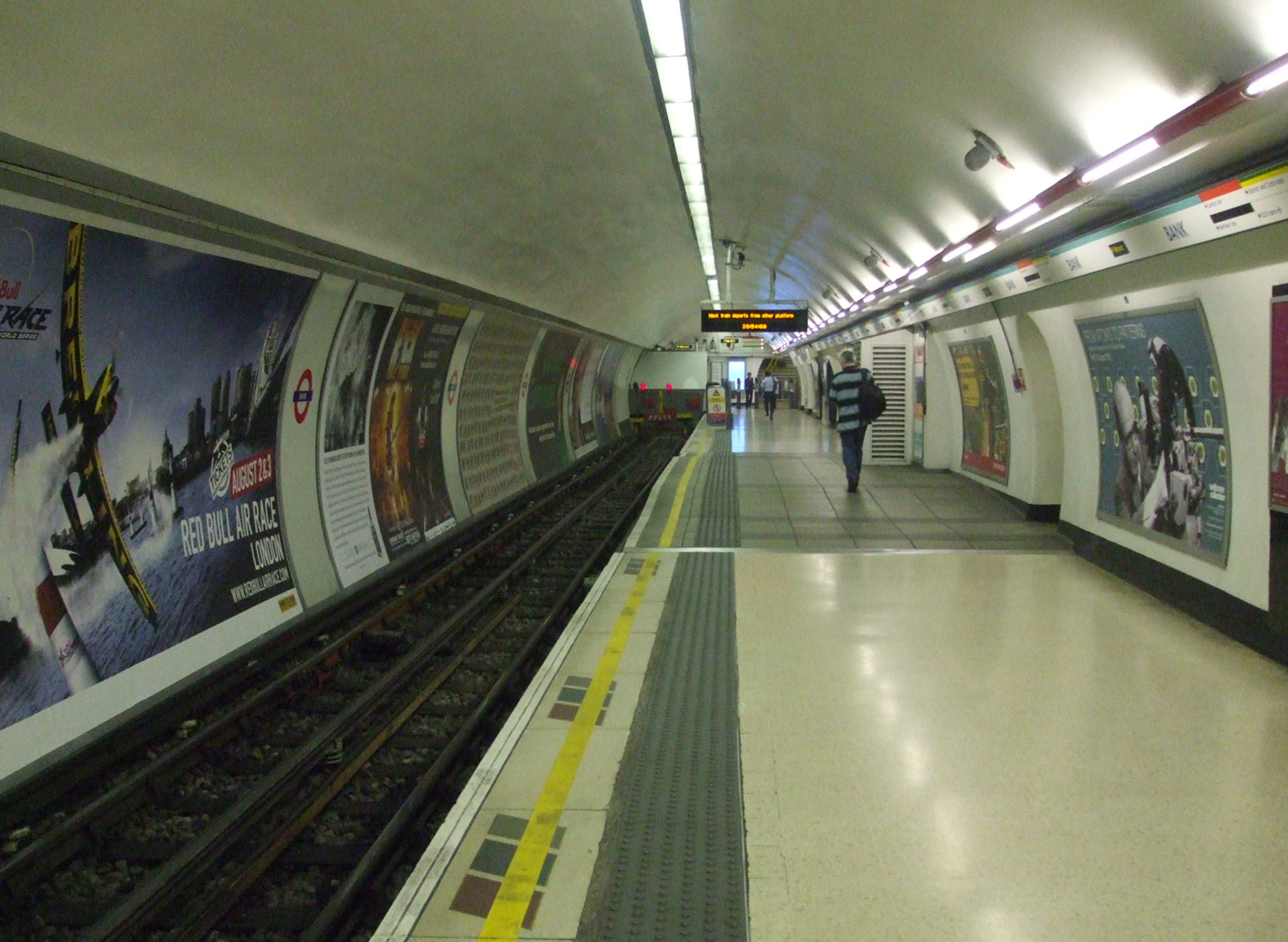
Binario della linea Waterloo & City a Bank
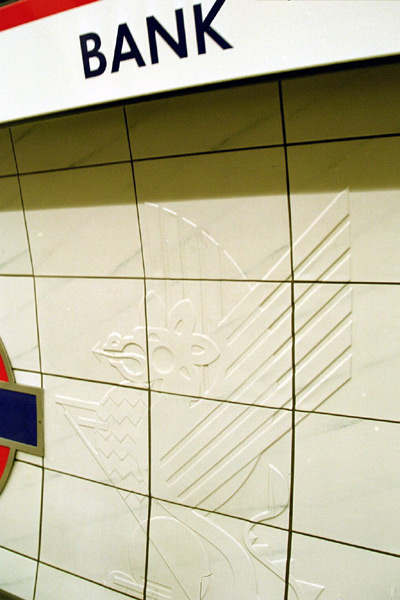
I motivi sulle piastrelle di queste stazioni rappresentano lo scudo della Corporazione della Città di Londra
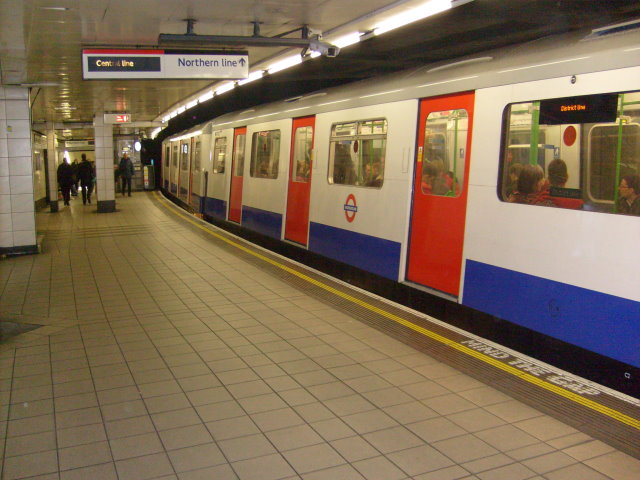
Binario a Monument platform, treno della linea District diretto a ovest, novembre 2007
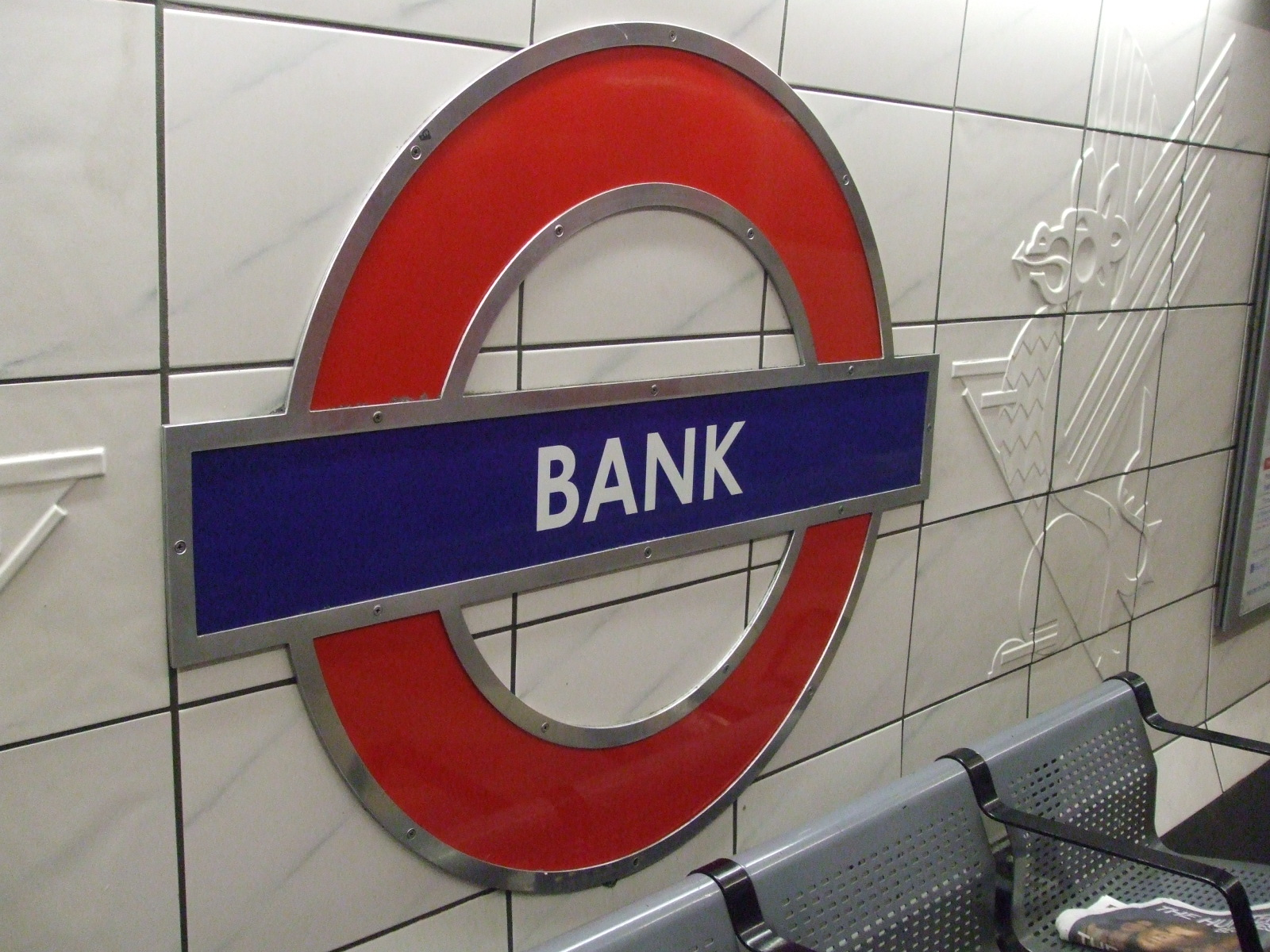
Stemma sul binario direzione est della linea Central a Bank
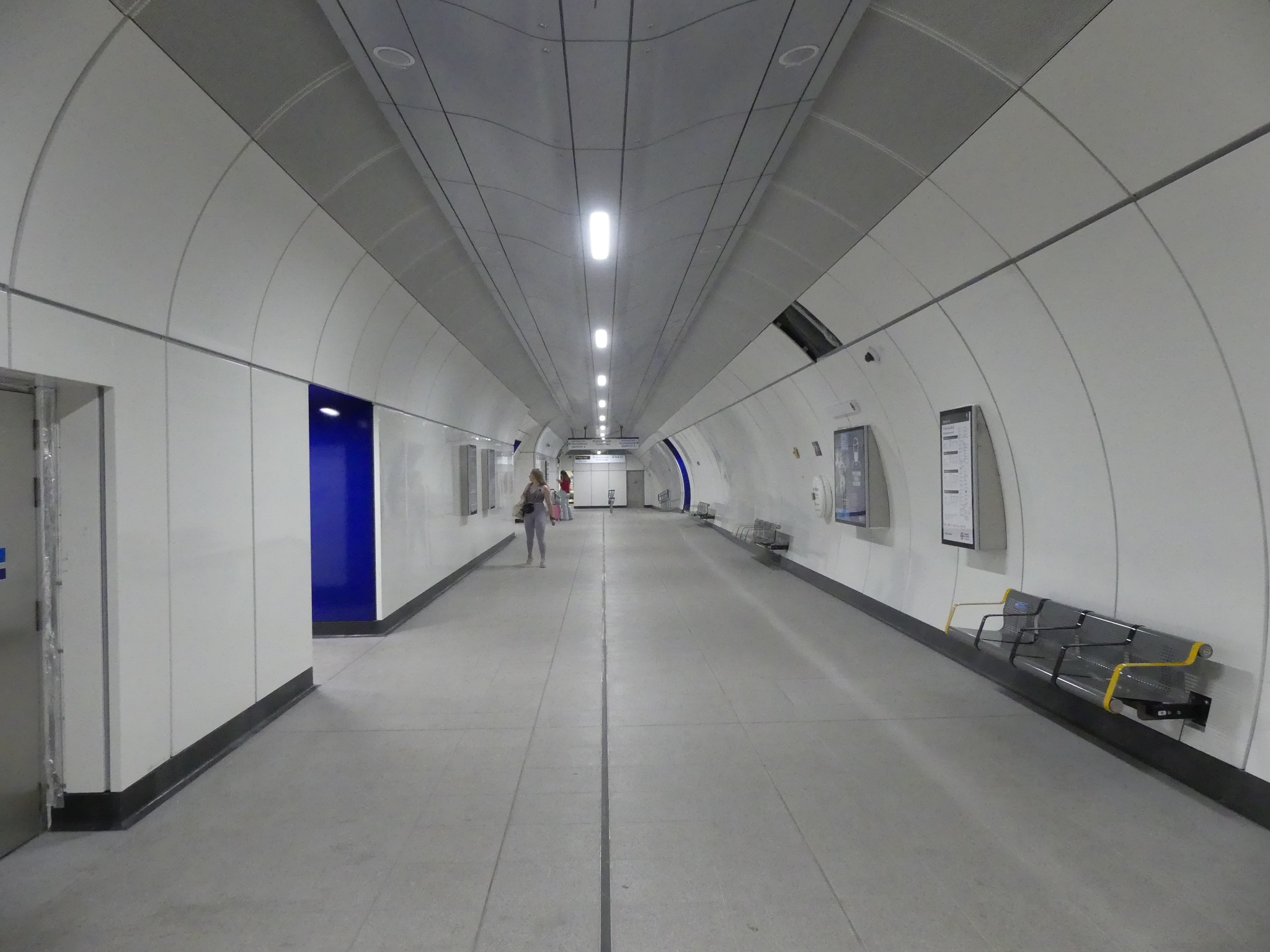
Ex banchina della linea Northern in direzione sud trasformata in area di passaggio, 2022
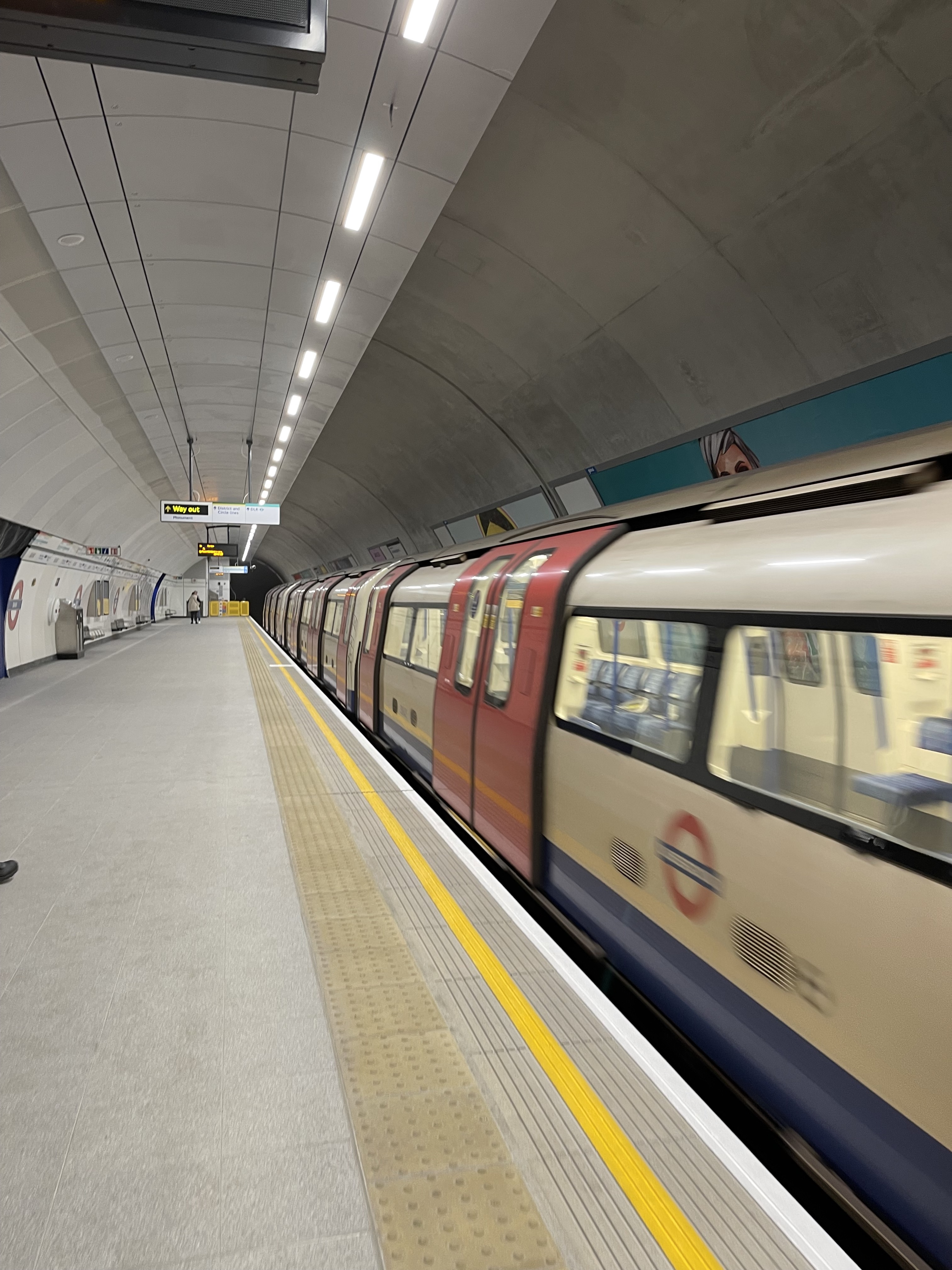
Nuova banchina della linea Northern in direzione sud, 2022
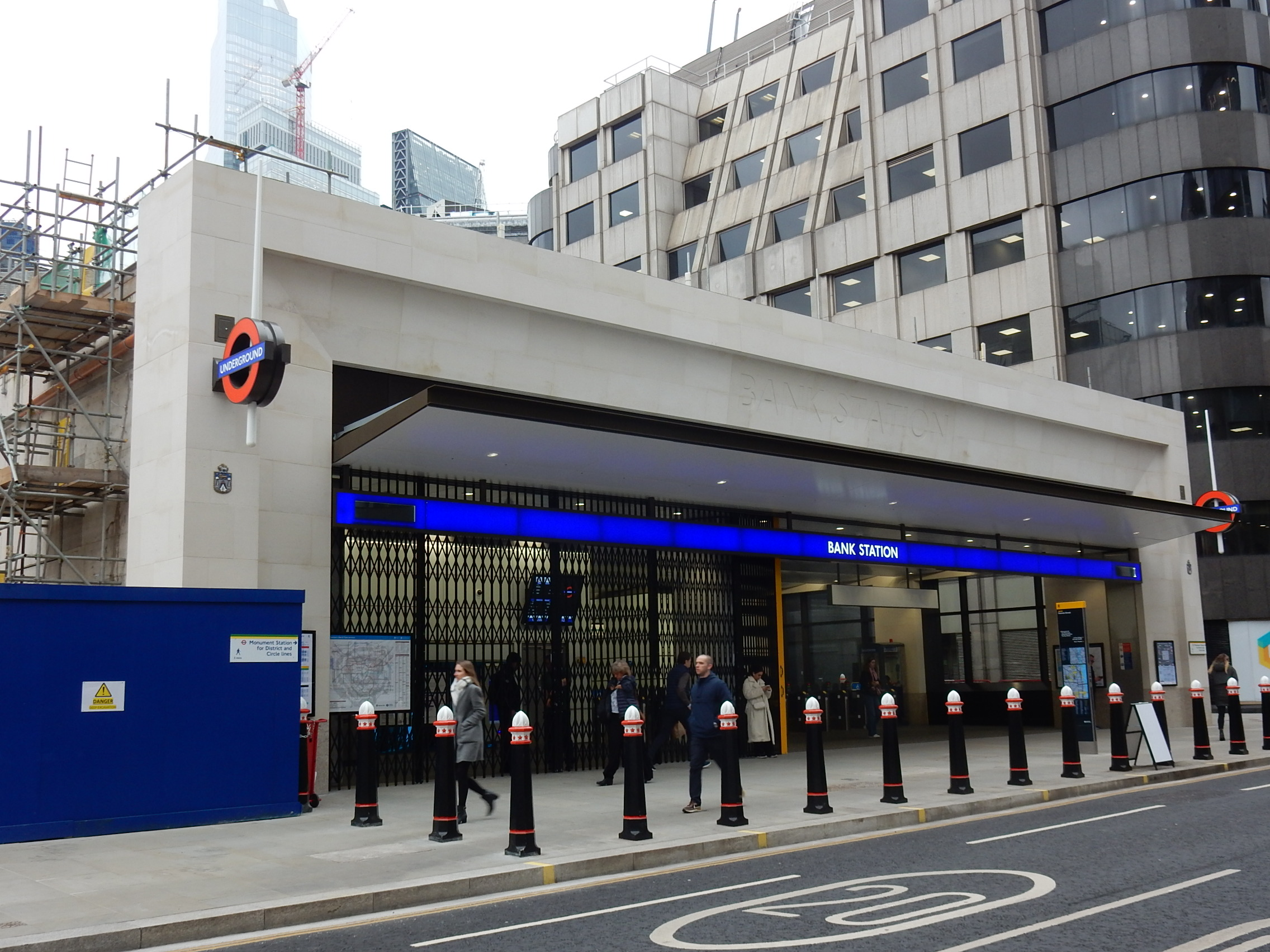
Nuovo ingresso su Cannon Street aperto nel 2023
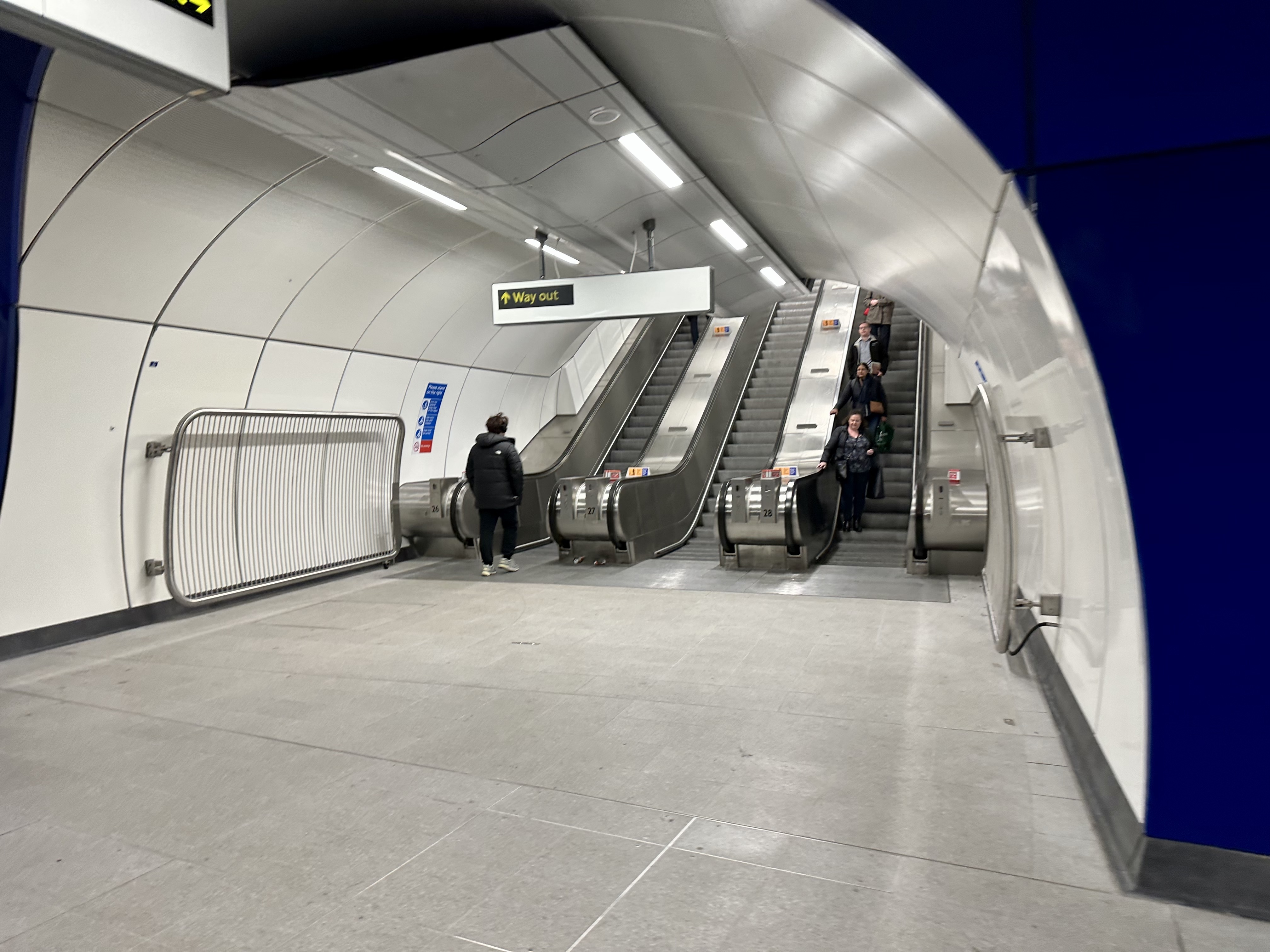
Nuove scale mobili all'ingresso di Cannon Street, 2023